# Platygaster masneri
Platygaster masneri är en stekelart som beskrevs av Lars Huggert 1975. Platygaster masneri ingår i släktet Platygaster och familjen gallmyggesteklar. Arten är reproducerande i Sverige. Inga underarter finns listade i Catalogue of Life.